# Carles de Lorena (1524-1574)
Carles de Lorena (Joinville, 17 de febrer de 1524 – Avinyó, 26 de desembre de 1574) va ser duc de Chevreuse, arquebisbe de Reims de 1538 a 1574, bisbe de Metz de 1550 a 1551. Elevat a cardenal en 1547, és conegut per ser el primer cardenal de Guisa i cardenal de Lorena. Va ser un polític i un intel·lectual religiós que va tenir un paper important durant les guerres de religió.
Inicialment obert al debat i la reforma de l'Església, donà suport a la política del canceller Michel de l'Hospital, mentre que il·lustren el campió de la causa catòlica. Amb el seu germà, el duc Francesc de Guisa, va dirigir França durant el regnat de Francesc II (1559-1560), va participar en el col·loqui de Poissy (1561) i al Concili de Trento (1563). Cap de la Casa de Guisa, es va oposar durant la resta de la seva carrera a la política de Caterina de Mèdici.

## Biografia

### Una grand família
Carles de Guisa va ser el segon fill de Claudi de Lorena, primer duc de Guisa i senyor de Joinville (que es va distingir sota Francesc I) i Antonieta de Borbó-Vendôme .

Després de la renúncia del seu oncle Joan en favor seu, va ser nomenat arquebisbe de Reims el 1538 a l'edat de tretze anys. Va ser canceller de l'ordre de Sant Miquel en 1547. En morir el seu oncle (1550), prengué el títol de cardenal de Lorena. Carles va saber, amb el seu germà major, Francesc, duc de Guisa, per guanyar-se el favor del rei Enric II. Ell i els seus germans exerciren gran influència i jugaren un paper important en els afers del país. A Reims, el cardenal de Lorera afavorí la creació de la universitat l'any 1548 i més tard la de Pont-à-Mousson amb el seu «cosí» Carles, duc de Lorena. Carles de Lorena va tenir una filla il·legítima, Champette Olivier.

### Defensor de la Fe
Sota el regnat d'Enric II, Carles professà opinions gal·licanes. A més, a diferència del condestable Anne de Montmorency, el cardenal i el seu germà Francesc eren ardents partidaris de la guerra contra els Habsburg.
Defensor de l'Església Catòlica Apostòlica Romana, el cardenal de Lorena després es va convertir en una de les principals figures franceses de la Contrarreforma, convertir-se en el defensor dels decrets del Concili de Trento que desitjava aplicar en el regne.
Segons Brantome, « qualsevol clergue que fos, tenia una ànima molt entremaliada». El cardenal era un home molt hàbil. És hàbil, eloqüent, enginyós i seductor. El seu talent el convertí en un rival de Caterina de Mèdici. Advocant la lluita contra el calvinisme, mai no deixà de lluitar contra la política de tolerància civil de la reina mare. Tenint elevades capacitats intel·lectuals, el cardenal va ser utilitzat moltes vegades amb finalitats diplomàtiques.

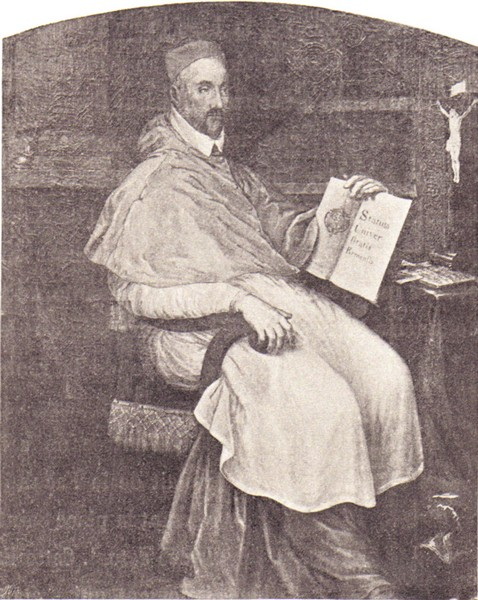
Carles, cardenal de Lorena, per Georges Boba, museu de Reims.

### Un paper polític
El cardenal de Lorena i el seu germà Francesc aconseguiren obtenir el poder a l'arribada del jove Francesc II (1559). El cardenal ostentà l'administració de les finances per complet. Va rebre els segells del canceller François Olivier i, quan va morir (març de 1560), designà Michel de l'Hospital (la carrera del qual havia promogut com a magistrat) com a successor al càrrec.
No obstant això, Carles de Guisa va haver de deixar pas després de la mort del jove rei (5 de desembre de 1560). Va deixar la cort dos mesos després, acompanyant la seva neboda Maria Stuart a Joinville. El cardenal assistí indefensament a la introducció del protestantisme a la cort. No obstant això, va continuar jugant un paper important a la conferència de Poissy, on es va oposar a Theodore de Beze, líder del partit protestant. La intransigència d'aquest últim feu fracassar la reconciliació de les dues religions malgrat la reina mare. El mateix Carles de Guisa estava a punt per una mica de conciliació que va fracassar.

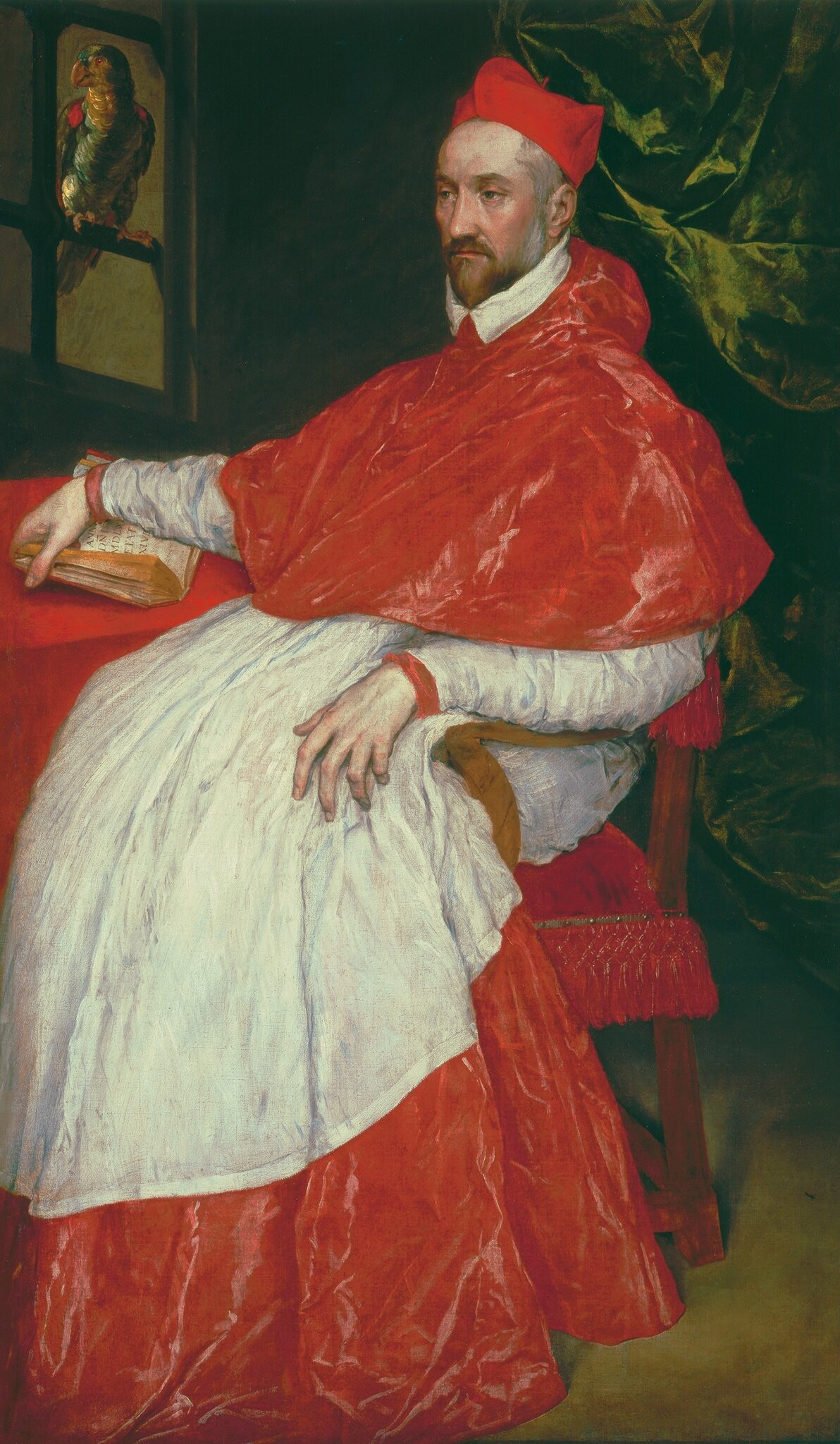
Carles, cardenal de Lorena per El Greco (1571). El cardenal de 47 anys està representat en companyia d'un lloro, un símbol d'eloqüència. No obstant això, el papagallo (literalment, "lloro" en italià) pot traduir-se literalment com "pape francès", una interpretació que fa èmfasi en el pes polític del cardenal al capdabans de l'Església catòlica de França. El lloro, un símbol ambigu, se substitueix per un crucifix en les còpies atribuïdes a George Boba.

Després de l'assassinat del seu germà Françesc (18 de febrer de 1563), Carles es va convertir en el cap de la família Guisa i del partit catòlic a França. Prené sota la seva tutela els fills del seu difunt germà i buscà per tots els mitjans perjudicar els Montmorency i més particularment a l'almirall Coligny, a qui considerava responsable de la mort del seu germà. El 8 de gener de 1565, mentre que la cort es trobava al sud, amb prou feines hauria de ser assassinat en un carrer parisenc per les tropes de Francesc de Montmorency, governador de París i fill del consdestable Anne. Ansiosa d'establir pau al regne, la reina mare obligà el cardenal a reconciliar-se amb el clan Montmorency a Moulins en 1566. Abraçà públicament l'almirall de Coligny, però la segona i la tercera guerres de religió li permeteren continuar la venjança conta l'almirall.
Més tard, va negociar el matrimoni de Carles IX i Elisabet d'Àustria (1569).Després marxà a Roma per participar en el conclave per elegir el nou papa. Malgrat la seva oposició al matrimoni entre la princesa Margarida de Valois i Enric de Navarra, que havia de segellar la unió de catòlics i protestants, intenta convèncer el Papa d'acceptar el matrimoni.
S'assabentà de la notícia de la matança de Sant Bartomeu en arribar a Roma el 5 de setembre de 1572. S'afanyà a tornar a París, on buscà reprendre el seu lloc al consell del rei. Però Caterina de Mèdici, que temia el seu retorn a la cort, li feu saber que no seria benvingut.
No obstant això, la Corona usà regularment al Cardenal de Lorena per a negociacions financeres amb el clergat.
Carles de Lorena va morir a causa d'una infecció pulmonar a Avinyó el 26 de desembre de 1574.
Va ser enterrat a la catedral de Nostra Senyora de Reims.

## El seu mecenatge

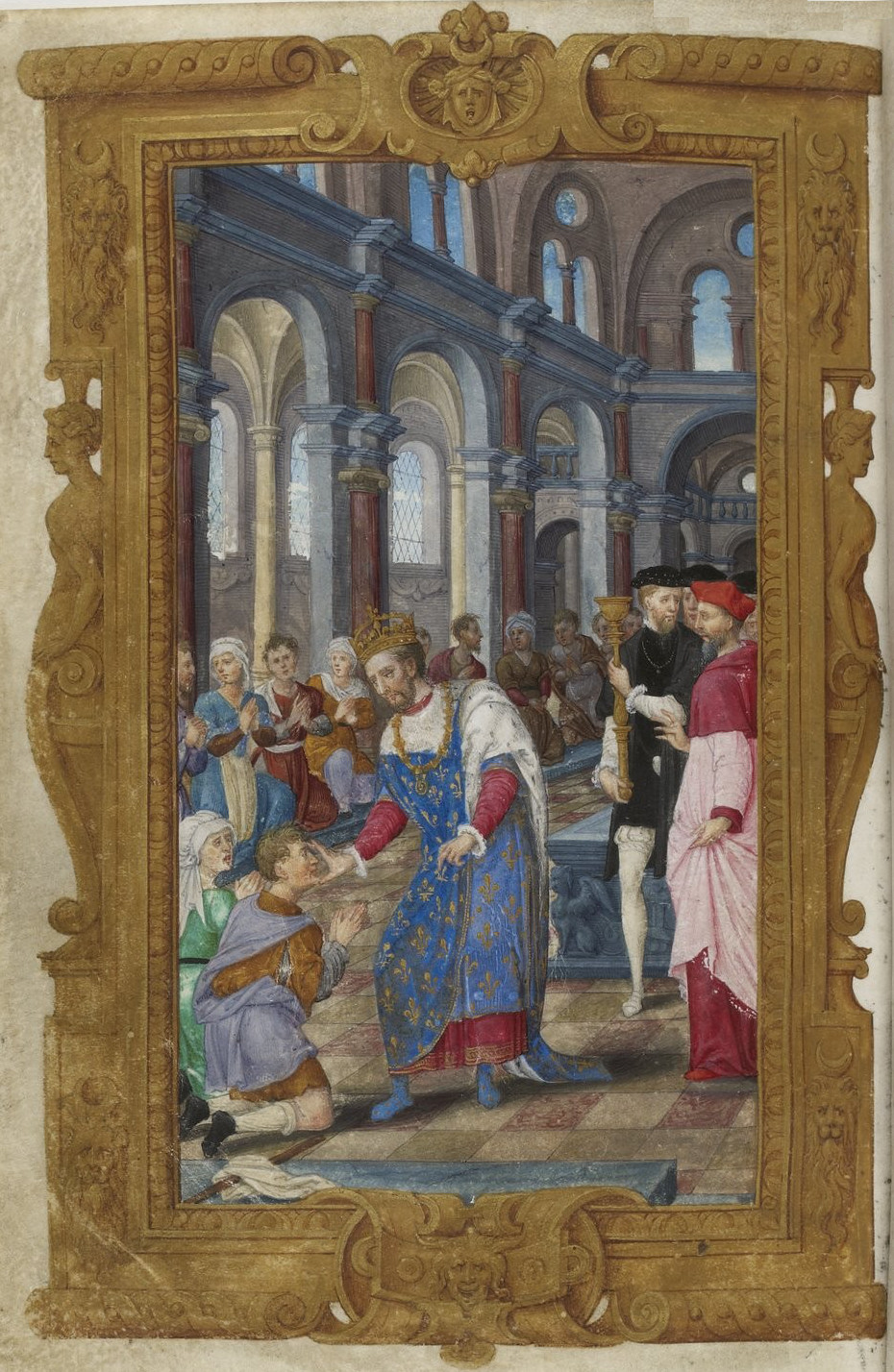
Després de la coronació d'Enric II, a Corbeny Carles en vestit de cardenal, a la dreta, Llibre d'Hores d'Enric II, BnF.

A més de l'obertura d'una universitat a Reims, una universitat de Bar-le-Duc, una universitat a Pont-à-Mousson, promogué la instal·lació d'impressors a Reims, Claude Caldera ln 1551, Nicolas Trumeau i Nicolas Bacquenois el 1553. També acollí a Constantin Palaeocappa, copista de manuscrits grecs. Entre els llibres de la seva biblioteca dels que va donar al capítol de la catedral, el més conegut és l'Evangeliari de Reims del segle xi i del segle xiv. També va protegir personalitats com Rabelais o Michel de l'Hospital, Pierre de Ronsard.